# 터보 C

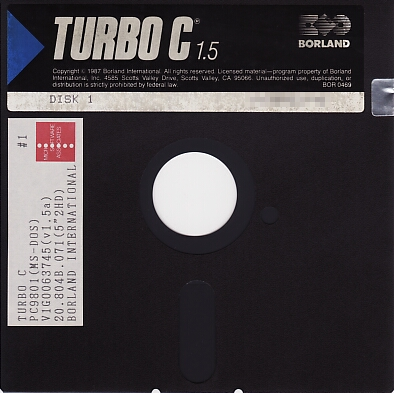
터보 C 1.5 설치 디스크

터보 C(Turbo C)는 C 프로그래밍 언어를 위한 볼랜드 통합 개발 환경과 컴파일러였다. 1987년에 처음 선을 보였으며 통합 개발 환경, 작은 크기, 극히 빠른 컴파일 속도, 상세한 설명서, 낮은 가격 등으로 주목을 받았다. 1990년 5월, 볼랜드는 터보 C를 터보 C++로 대체하였다. 2006년에 볼랜드는 터보 익스플로러를 다시 소개하였다.

## 버전 역사
- 1987: 터보 C 1.0
- 1987: 터보 C 1.1
- 1988: 터보 C 1.5
- 1989: 터보 C 2.0 (통합 디버거에 포함되었으며 아타리 ST용이기도 함)
- 1990: 터보 C++ 1.0
- 1991: 터보 C++ 1.01
- 1991: 터보 C++ 2.0
- 1992: 터보 C++ 3.0

## 같이 보기
- 터보 C++